# Ectasjapyx
Ectasjapyx es un género de Diplura en la familia Parajapygidae.

## Especies
- Ectasjapyx bolivari Silvestri, 1929
- Ectasjapyx machadoi Pagés, 1952
- Ectasjapyx microdontus Pagés, 1952
- Ectasjapyx simulator Pagés, 1952
- Ectasjapyx vilhenai Pagés, 1952